# Erima
Die Erima GmbH (Eigenschreibweise: ERIMA bzw. erima) ist ein deutscher Sportbekleidungshersteller im Bereich Teamsport mit Sitz in Pfullingen. Das Logistikzentrum befindet sich seit Juli 2019 in Kirchentellinsfurt. Das Unternehmen hat Tochtergesellschaften in Frankreich, Österreich, der Schweiz, Belgien sowie den Niederlanden. Es ist in dieser Branche der größte der alten, noch existierenden Betriebe Europas.

## Unternehmensgeschichte
Die Geschichte von ERIMA nahm ihren Anfang im Jahr 1900, als der ursprüngliche Gründer, Remigius Wehrstein, sein eigenes Unternehmen zum „Verkauf von Turnkleidern“ eröffnete und damit den Grundstein für das Sportartikelunternehmen ERIMA legte.
1914 wurde Wehrstein in den Krieg eingezogen und die Fabrik konnte zu dieser Zeit nicht weiterbetrieben werden. Seine Frau Katharine musste einen Antrag zur Armenpflege stellen.
1920 startete Wehrstein mit seiner Frau einen Neuanfang und eröffnete das „Sportartikel- und Trikotagengeschäft“. Über 50 Mitarbeiter fertigten hochwertige Sportartikel für das In- und Ausland an.
1928 musste Remigius Wehrstern seine Fabrik verkaufen. Die Gründe dafür bleiben jedoch unbekannt. Ein Triumvirat, bestehend aus Ludwig Müller, Fritz Ringwald und dem österreichischen Ex-Adeligen Artur von Pasquali, Elder von Farawall übernahm die Leitung der Fabrik. Der Name „R. Wehrstein & Co. Sportbekleidungsfabrik“ wurde beibehalten, da er in den letzten Jahren einen Markenstatus gewonnen zu haben scheint. Zentrales Produkt blieb die Turnbekleidung. In dieser Zeit entstand der erste umfassende Katalog mit einem breiten Spektrum an Sportartikeln. 1936 zerbrach das Triumvirat. Die Investoren verkauften das Unternehmen an den damals 35-jährigen Diplomkaufmann Erich Mak.
Nach dem Zweiten Weltkrieg lag die Wirtschaft am Boden, Rohstoffe waren kaum zu bekommen und Teile der Maschinen der „Erich Mak Sportartikelfabrik“ zerstört. Trotz dieser Hindernisse nahm das Unternehmen wieder Kurs und stellte aus alten Stoffen und Kleidungsstücken Blusen, Anoraks, Hosen und Umhänge her. Mit der Gründung der Bundesrepublik Deutschland 1949 ging es mit der Sportartikelfabrik wieder bergauf. Dank der sich stabilisierenden Verhältnisse in Deutschland wurde auch der Ligabetrieb der Sportverbände wieder professionell organisiert. Deswegen eröffnete Erich Mak 1949 die Produktion der Fußball- und Handballtrikots wieder. Bis Mitte der 1950er wurden neben Trikots und Reithosen auch Fechtkleidung und Bademode hergestellt. Um die Markenbekanntheit zu steigern, besuchte Erich Mak Messen und Ausstellungen. Die neue Firmenbezeichnung ERIMA (ERIch MAk) wurde erstmals auf der ISPO in Iserlohn 1951 präsentiert.
In den folgenden Jahrzehnten entwickelte sich ERIMA zu einem bedeutenden Hersteller von Sporttextilien. 1960 bewarb sich ERIMA als offizieller Ausrüster der deutschen Olympiamannschaft und bekam den Zuschlag. Ab den 1960er Jahren trugen nahezu alle Fußball-Bundesligisten wie Borussia Mönchengladbach, FC Schalke 04, Borussia Dortmund, Hamburger SV, VfB Stuttgart, 1. FC Köln, Eintracht Braunschweig als auch die deutsche Nationalmannschaft die Trikots von ERIMA. 1970 wurde Adidas alleiniger Ausrüster des DFB, doch da man bei Adidas keine Trikots herstellte, bezog man sie deshalb in den nächsten zehn Jahren von Erima.
In den folgenden Jahren wurde Erima zu Deutschlands führendem Sportartikelzulieferer in allen Marktsparten – vom Hobbysportler bis zur Profimannschaft. Die Produktpalette umfasste mittlerweile Trikots und Hosen für nahezu alle Sportarten. Mit über einer Million verkaufter Exemplare im Jahr stand ERIMA nahezu unangefochten an der Spitze der deutschen Trikotausrüster.
Der Firmeninhaber Erich Mak zog sich 1975/76 nach fast 40 Jahren an der Spitze des Unternehmens in den Ruhestand zurück. In seiner eigenen Familie fand Mak keinen adäquaten Nachfolger. Das Interesse von Adidas an dem Pfullinger Unternehmen war groß und deswegen wurde der Verkauf vereinbart. Erima beschäftigte zu diesem Zeitpunkt rund 600 Mitarbeiter. Infolge des zum 1. Januar 1976 wirksamen Kaufs wurde Erima hundertprozentige Adidas-Tochter, der langjährige Prokurist Albert Volk übernahm die Geschäftsführung. Schnell wurde deutlich, dass Adidas das Geschäft mit den öffentlich wirksamen Fußball-Mannschaften bei der Kernmarke verankern wollte. Da Adidas nach und nach die Sponsoringverträge von Erima übernahm und das Markenlogo des Pfullinger Unternehmens zunehmend aus der Öffentlichkeit verschwinden ließ, musste sich Erima zunehmend auf den Freizeitsport sowie auf Freizeit und Bademode fokussieren.

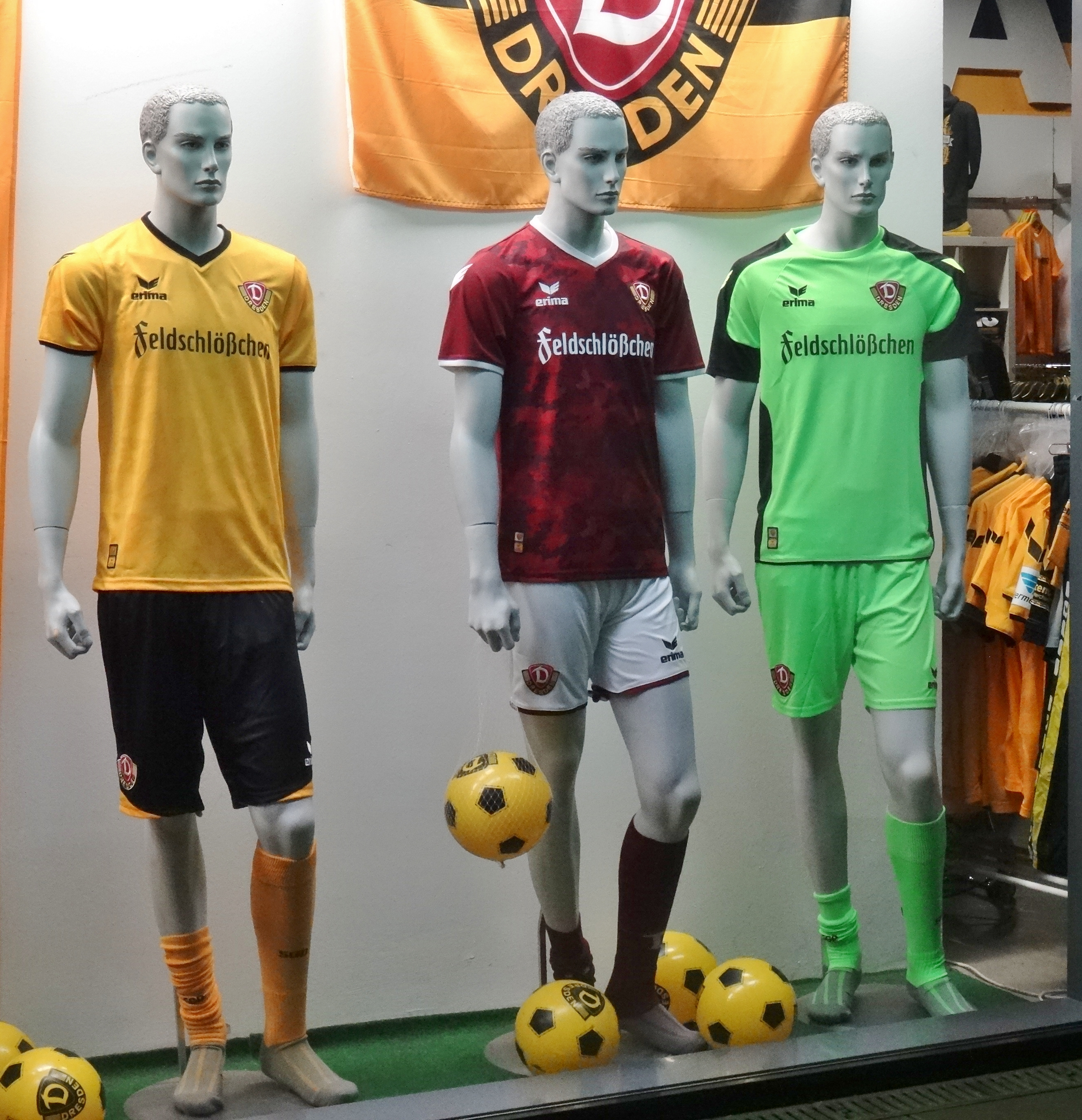
Erima-Trikots von Dynamo Dresden

Der Konkurrenzkampf war hart. 1987 musste ERIMA sämtliche Zweigwerke schließen und die Mitarbeiterzahl auf knapp die Hälfte reduzieren. Anfang der 1990er Jahre gab der Mutterkonzern dann dem großen Preisdruck auf dem Sportartikelmarkt nach und verlagerte die Produktion der Textilien nach Asien, was zur kompletten Schließung der Erima-Produktion im Jahr 1993 führte. Damit stand das Traditionsunternehmen vor dem Aus. Es musste sich auch zunehmend mit Billiganbietern aus Osteuropa auseinandersetzen. Um wieder Fuß zu fassen, begab sich ERIMA in Sparten, die von Adidas noch nicht besetzt wurden. 1995 beschloss Adidas ein Sanierungskonzept und der heutige Inhaber Wolfram Mannherz begann seine Tätigkeit bei Erima. Nach dem Umsatztiefpunkt 1998 ging es wieder bergauf.
Nach einem Management-Buy-Out wurde 2005 Wolfram Mannherz alleiniger Eigentümer des Unternehmens. 2008 wurde Erima Ausrüster des FC Dornbirn, TSV 1860 München, des TBV Lemgo und des FC Thun, 2009 des Österreichischen Olympischen Comités. 2010 stieg Erima in die polnische Ekstraklasa ein und rüstete bis Ende 2012 den polnischen Rekordmeister Górnik Zabrze aus. Im Sommer 2012 vereinbarte Erima für drei Jahre eine Partnerschaft mit dem damaligen Fußball-Zweitligisten 1. FC Köln, welche im Mai 2014 bis 2018 verlängert wurde. Seit der Saison 2015/16 war Erima vertragsgemäß für drei Saisons Ausrüster des damaligen deutschen Zweitligisten SG Dynamo Dresden. Von der Saison 2017/18 an rüstete Erima bis 2021 den Zweitligisten Eintracht Braunschweig aus.
Steigendes Auftragsvolumen und begrenzte Lagerkapazitäten erweckten den Wunsch nach einer Vergrößerung des Betriebes. Dies war auf dem vorhandenen Grundstück nicht möglich und da in Pfullingen lediglich ein nicht ausreichend großes Areal zur Verfügung stand, entschied man sich, in der näheren Umgebung zu suchen. Einig wurde man sich mit der Gemeinde Kirchentellinsfurt im benachbarten Landkreis Tübingen, die im Gewerbegebiet Mahden zwei nebeneinander liegende Grundstücke mit einer Gesamtgröße von 31.000 m² angeboten hatte. Erima beschloss, dort nicht nur das neue Logistikzentrum, sondern auch einen neuen Verwaltungssitz zu bauen, was einen Abschied von dem seit rund 120 Jahren angestammten Pfullingen bedeutete. Der Spatenstich für den Bau des Logistikzentrums fand am 29. September 2016 statt und es wurde im Mai/Juni 2019 fertiggestellt. Im Juli 2019 fand der Umzug des Lagers statt – etwa 3,5 Millionen Sportartikel mussten den Standort wechseln, wofür 265 Sattelschlepperfuhren notwendig waren. Das neue Lager, das „Home of Teamsport“ genannt wird, hat Außenmaße von 100 × 63 m bei 21 m Höhe, was einer Grundfläche von 6125 m² entspricht. Auf drei Ebenen befindet sich darin eine Nutzfläche von 11 200 m². Das Lager ist vollautomatisch – es verfügt über ein speziell zugeschnittenes „Auto-Store-System“ mit 51 Robotern und einer Kapazität von z. Zt. 150 000 Behältern, die auf 180 000 Behälter erhöht werden kann. Die Behälter werden in Aluregalen gestapelt. Außerdem gibt es ein manuelles Hochregal für sperrige Ware mit einer Kapazität von 3800 Palettenlagerplätzen. Die Infrastruktur ist ausreichend, um etwa 2000 Aufträge und 2500 Pakete pro Tag abwickeln zu können.
Der Bau des neuen Verwaltungsgebäudes soll nach Plänen von Wolfram Mannherz 2021 abgeschlossen werden.

### Logohistorie

1951–1970
1971–1976
1976–1996
1996–2004
2004–2008
2008–heute